# 周明泰
周明泰（1896年—1994年），字志辅，别号几礼居主人，男，安徽至德人，中国政治人物、戏曲研究家，曾任北洋政府总统府秘书、内务部参事。

## 家庭
祖父周馥，父亲周学熙，弟周明焯、周明夔、周明恩、周明谦（早殇）。